# Église Saint-Ambroise de Busserotte-et-Montenaille
L'église Saint-Ambroise de Busserotte-et-Montenaille est une église catholique située à Busserotte-et-Montenaille dans le département de la Côte-d'Or, en France.

## Localisation
L'église Saint-Ambroise est située sur les flancs d’un coteau escarpé dominant le village de Busserotte.

## Historique
L'église primitive dépendait de la commanderie de Bure. Bernard de Clairvaux y aurait eu sa révélation. 
Placée sous le patronage d'Ambroise de Milan, ses parties actuelles les plus anciennes remontent au XIIIe siècle. Elle est modifiée au XVe siècle  puis au  XVIIIe siècle.
Pillée et vandalisée en 2016, l'église a fait l'objet d'un important projet de sauvegarde de 2018 à 2020, soutenu par la Fondation du patrimoine et est sélectionnée dans le cadre de la deuxième édition du Loto du patrimoine en 2019. Ces récents travaux , en particulier le crépissage extérieur, ont considérablement modifié l'aspect du bâtiment.

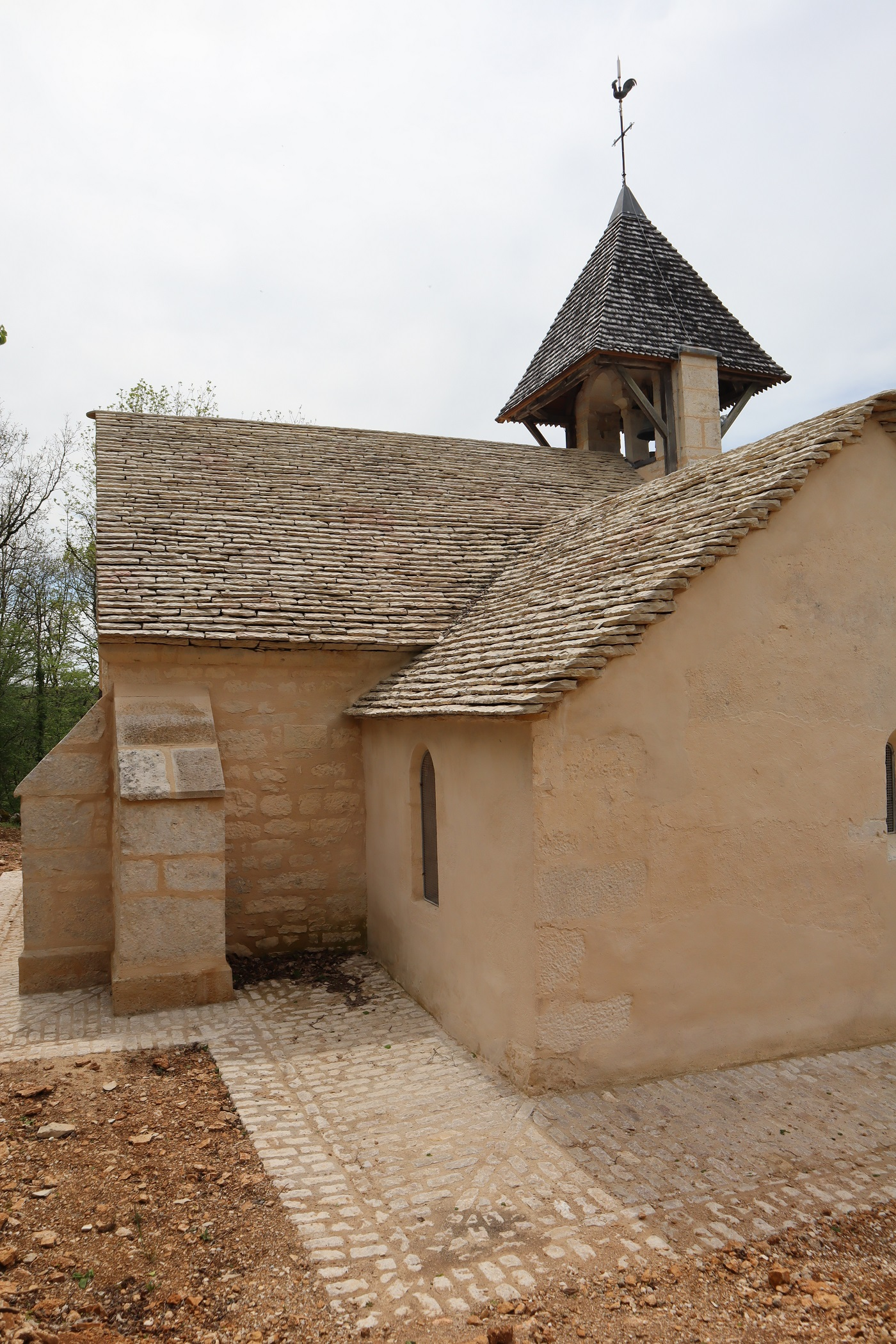
Le côté nord
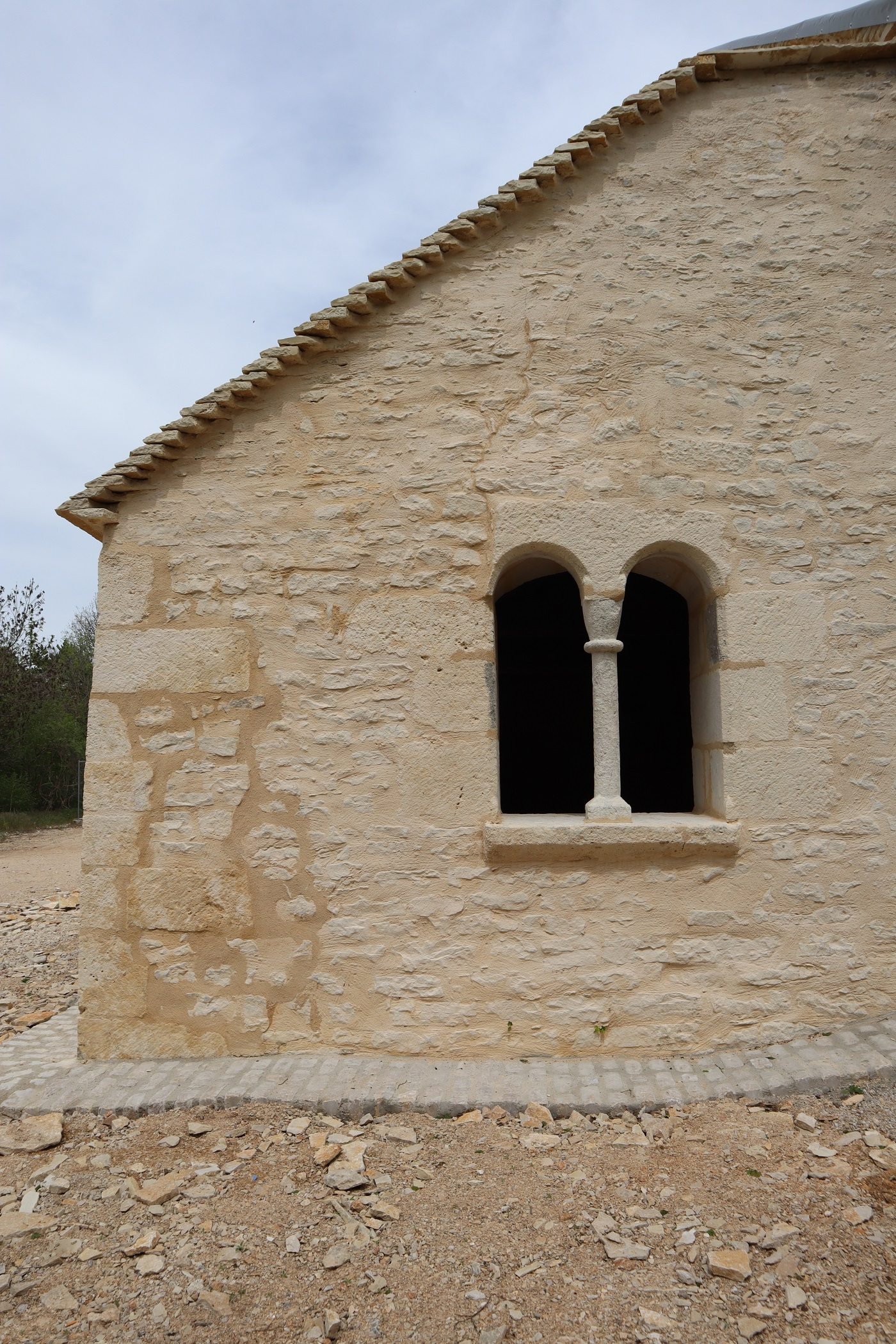
La fenêtre du narthex
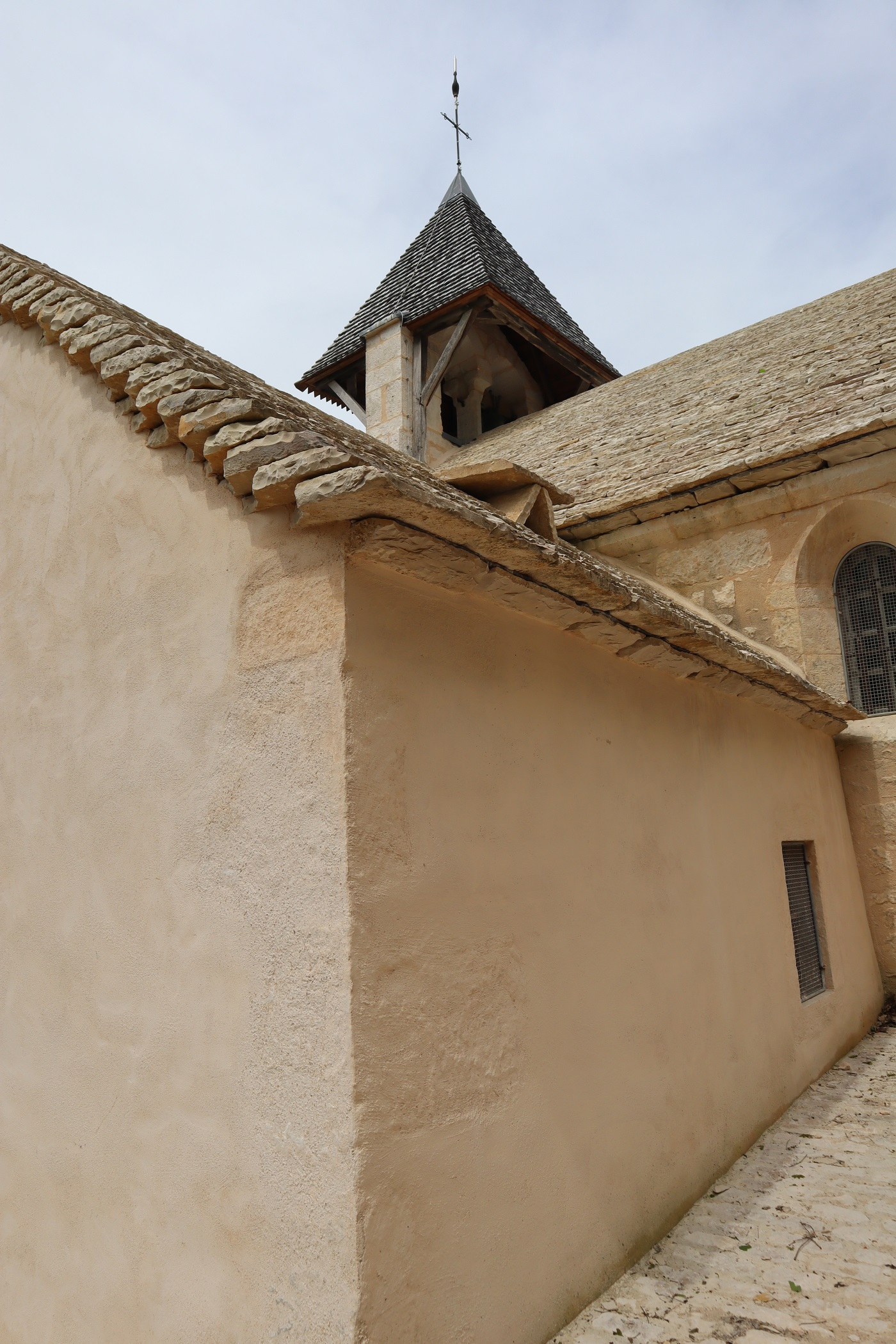
L'angle sud-est

## Architecture
On accède à la nef unique par un narthex éclairé à droite par deux baies géminées en plein cintre. Cette nef recouverte de laves dont plafond de bois est en coque de bateau inversé n'est éclairée qu'à droite par quatre fenêtres hautes, étroites et cintrées. Le chœur, voûté en plein cintre et surplombé d'un clocher-campanile à double arcade protégé par un toit de merrain, est éclairé par une fenêtre à linteau triangulaire. 
On note la présence d'une litre funéraire sur les murs extérieurs, crépis depuis la restauration. La galerie suivante présente l'église avant rénovation.

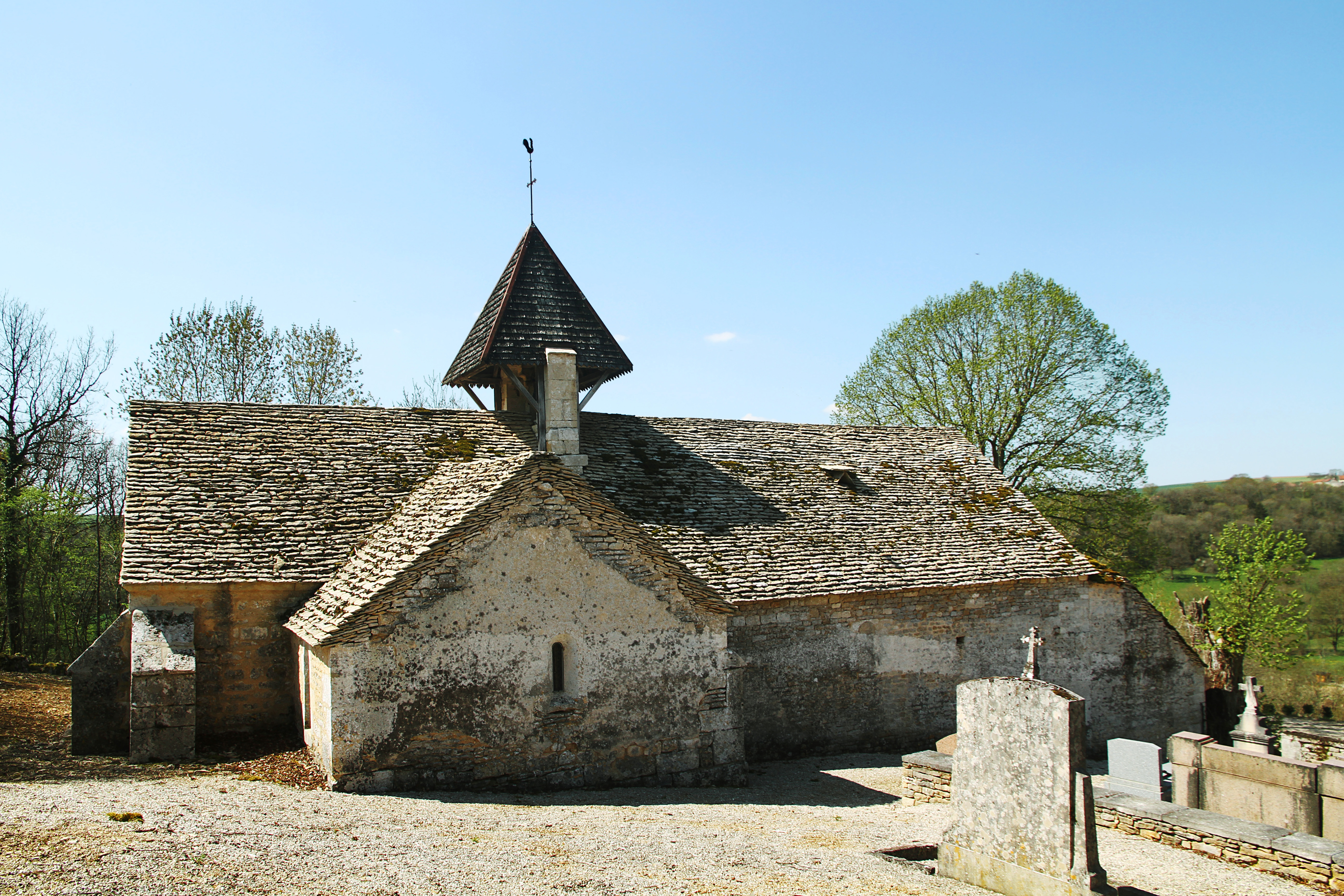
Le côté nord
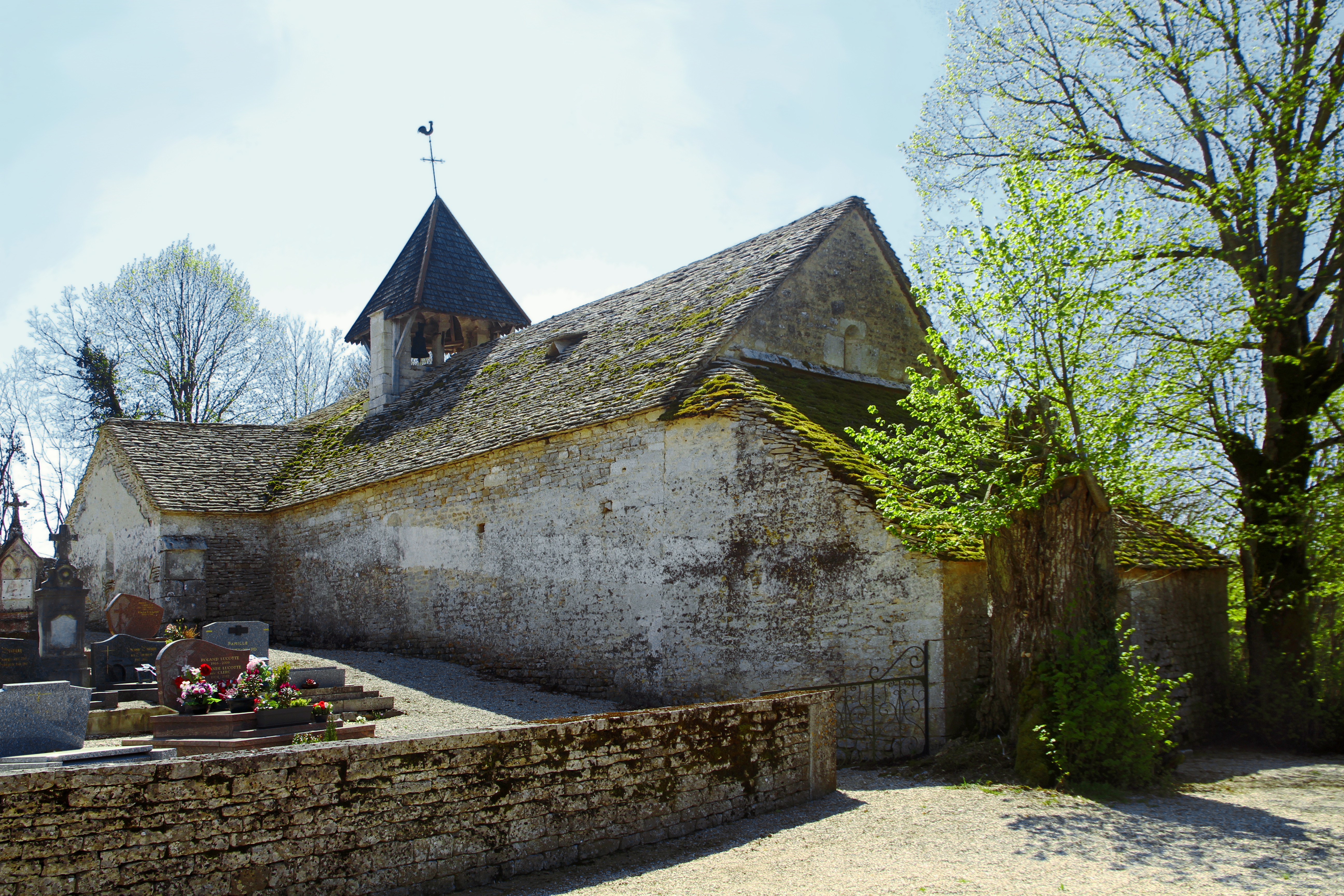
L'angle nord-ouest et le narthex
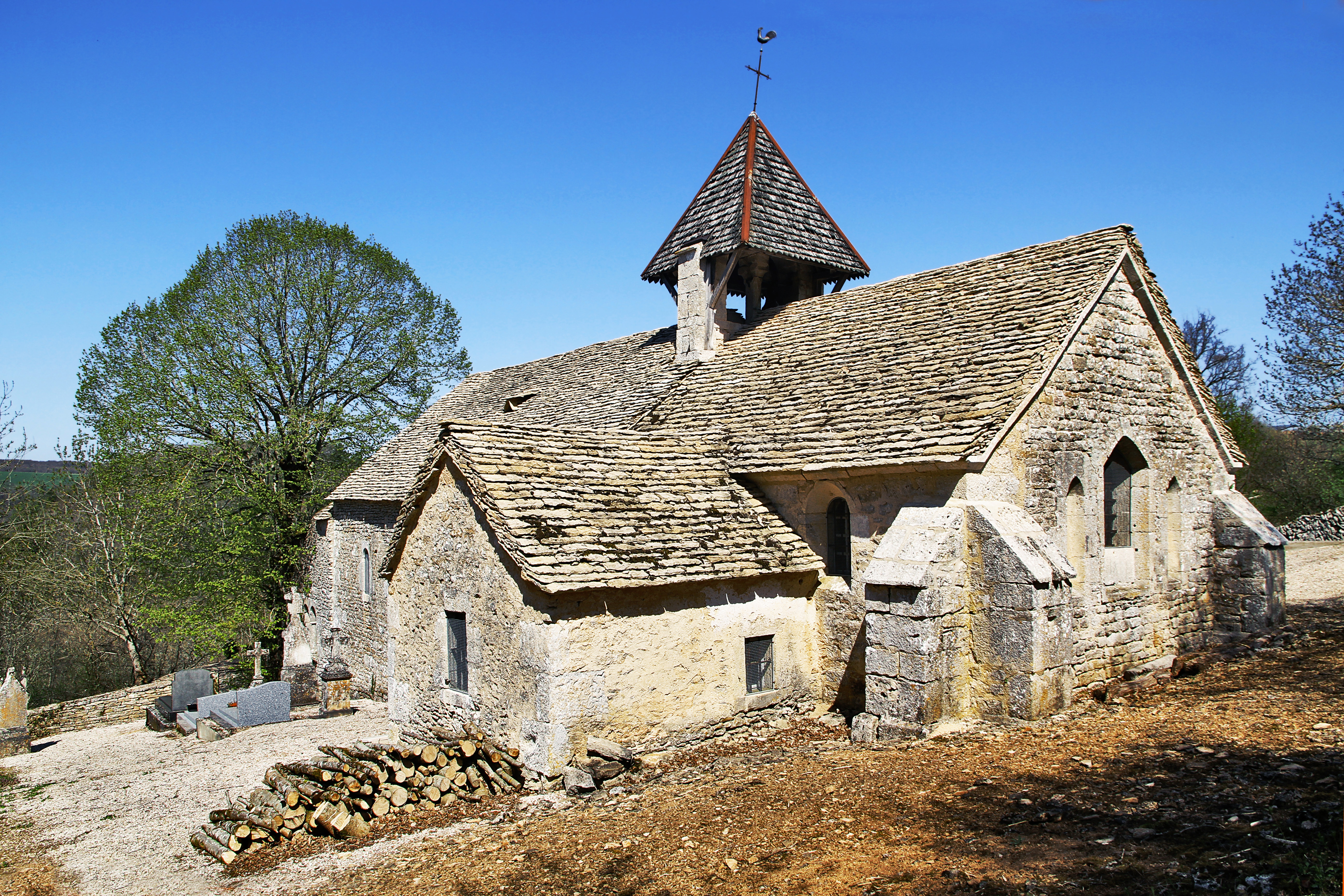
L'angle sud-est et le chevet

## Mobilier

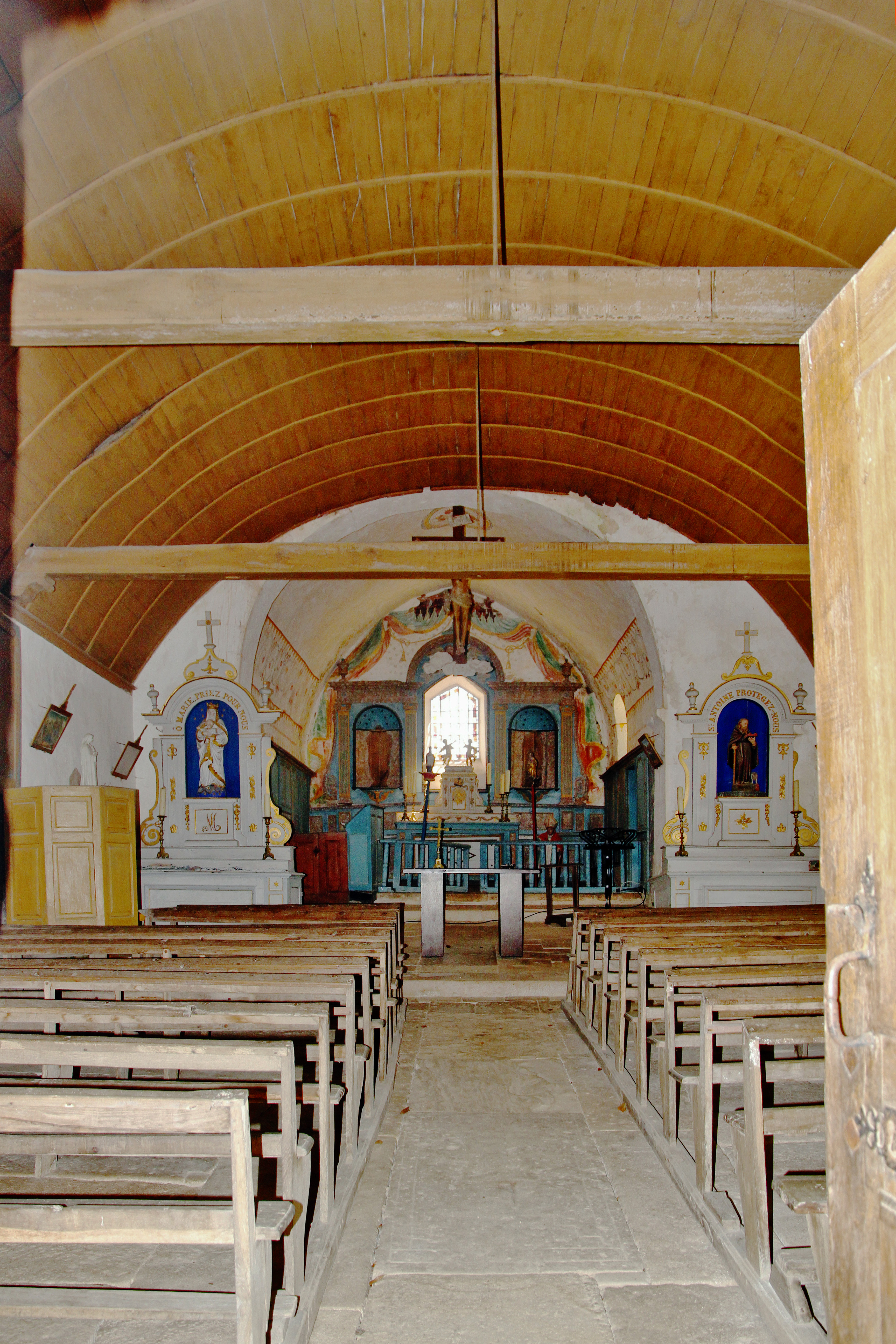
La nef avant 2016

- Le maître autel et les boiseries latérales du XVIIe siècle sont inscrites aux Monuments historiques ainsi que les deux angelots en bois doré au-dessus de l’autel[4].
- Six dalles funéraires des XIIIe siècle et XIVe siècle sont inscrites aux Monuments historiques[5].
- Deux statues polychromes du XVIIe siècle représentant Sainte Catherine[6] et Saint Nicolas[7] sont inscrites aux Monuments historiques ainsi qu'une cloche[8].
- Dans le choeur des peintures murales en trompe-l'œil du XVIIe siècle représentent des tentures accompagnées de diverses inscriptions.
- La chapelle seigneuriale Sainte-Catherine renferme des vestiges de peintures murales de la crucifixion et les apôtres sur un fond de paysage.

## Protection
L'église Saint-Ambroise est inscrite à l'inventaire des monuments historiques par arrêté du 24 janvier 1947.